# سيرجيو غونزاليس مارتينيز
سيرجيو غونزاليس مارتينيز (بالإسبانية: Sergio González Martínez)‏ (14 مايو 1997 في إسبانيا - ) هو لاعب كرة قدم إسباني في مركز الدفاع. لعب مع نادي قادش.

## وصلات خارجية
- سيرجيو غونزاليس مارتينيز على موقع قاعدة بيانات كرة القدم.إي يو (الإنجليزية)
- سيرجيو غونزاليس مارتينيز على موقع Soccerway.com (الإنجليزية)